# 三吏三别
三吏三别是杜甫在乾元二年（759年）創作六首詩的概稱，時值安史之亂，詩中真实地描写了县吏、关吏、老妇、老翁、新娘、征夫等人在战乱、黑暗、民不聊生的社会动荡时期所受的痛苦和灾难，生动地展现出平民凄惨的生活悲剧。杜甫目睹了这些人的苦难生活，对这些饱受苦难的人民寄予了深深的同情，同时对官吏迫害、奴役平民感到深恶痛绝。但他拥护王朝的平定叛乱，希望人民忍受苦难。其矛盾而复杂的思想情感，体现了他忧国忧民的思想面貌。

## 三吏三别

### 三吏
- 《石壕吏》
- 《新安吏》
- 《潼关吏》

其中石壕、新安、潼关均为地名，在崤函一带。

### 三别
- 《新婚别》
- 《无家别》
- 《垂老别》

## 注解和参见
1. ↑  .   [2012-08-15]. （原始内容存档于2016-08-18）.

- 夏松涼《杜詩鑒賞》（大陸）遼寧教育出版社
- 楊倫（清）《杜詩鏡銓》